# Onthophagus taurinus
Onthophagus taurinus là một loài bọ cánh cứng trong họ Bọ hung (Scarabaeidae).